# Calobryum
Calobryum là một chi rêu trong họ Haplomitriaceae.